# Isola di Capo Rizzuto
Isola di Capo Rizzuto è un comune italiano di 18 499 abitanti della provincia di Crotone in Calabria.

## Geografia fisica
- Capo Piccolo;
- Capo Rizzuto;
- Le Castella;
- Le Cannella;
- Marinella;
- Sovereto;
- Sant'Anna.

## Storia
Isola Capo Rizzuto fu fondata intorno al 900 d.c. con il toponimo greco di "Asylon" sotto l'Impero Romano d'Oriente. Per colonizzare quelle terre a quel tempo scarsamente popolate, l'imperatore Leone VI (886-912) istituì una nuova diocesi sede vescovile e concesse ad alcuni perseguitati politici di trasferirsi in Calabria; da qui il nome di "Asylon",  terra dove nessuno poteva essere perseguitato: "asilo" più che "isola".
La piccola diocesi di Isola crebbe intorno al 1090, quando fu nominato vescovo il taumaturgo Luca di Melicuccà, detto San Luca il Grammatico per la sua erudizione: nella sua diocesi rientravano il territorio di Le Castella e quelli di San Leonardo e Steccato (oggi frazioni di Cutro). Il vescovo Luca, infatti, aveva inviato alcuni monaci nei due siti, fondando i due abitati. In quel periodo venne ritrovata l'icona della Madonna Greca e si verificò un certo aumento demografico, grazie a numerose famiglie venute dall'oriente. Durante il periodo normanno (1060-1194), la diocesi di isola continuò a mantenere i suoi privilegi e la possibilità di mantenere il rito greco nelle liturgie, ma a patto di pagare dazio alla diocesi latina di Santa Severina e di seguire le leggi del regno normanno. Isola, come pochi altri paesi calabresi, mantenne il rito greco fino al 1818, data della soppressione della diocesi di Isola Capo Rizzuto, accorpata a quella di Crotone.
In età medievale la diocesi di isola era piuttosto florida e ricca di possedimenti. Tra i vari vescovi che si succedettero in seguito, si ricorda il lungo periodo del vescovo Annibale Caracciolo (1562-1605), membro della celebre nobile famiglia, che ricostruì la cattedrale, che poi rimase anche l'unica parrocchia della diocesi. Dal secolo XVII si ha notizia di una difficile situazione ambientale del territorio di Isola, circondata di paludi e in piena decadenza per secoli. L'ultimo vescovo morì nel 1798 e la diocesi fu soppressa 20 anni più tardi.
Lo sviluppo relativamente tardivo di Isola di Capo Rizzuto si deve alla condizione d'isolamento infrastrutturale che il centro visse fino agli anni '60 del novecento, quando la vecchia strada statale 106 venne fatta passare per il paese.

## Monumenti e luoghi d'interesse
Nel borgo di Isola vi sono avanzi del complesso fortificato cinquecentesco del Castello Feudale (in via S. Marco), eretto in periodo medievale, ampliato nel 1549, dal feudatario napoletano Giovanni Antonio Ricca; resti di torri quadrilatere angolari speronate; reliquie delle muraglie della cortina perimetrale con pivellini; "l'Orologio", la Porta del borgo medievale, sormontata da una torretta dell'orologio posteriore, che divide la zona antica da quella più moderna.
La chiesa matrice, che anticamente adempiva le funzioni di duomo, è caratterizzata da una facciata barocca, interrotta da un portale sormontato dallo stemma vescovile. Al suo interno si conservano un coro settecentesco e una Madonna Greca dipinta a olio su tela.
Nella frazione di Le Castella, si trova la celebre fortificazione, di origine cinquecentesca, protesa su una piccola penisola sul mare. Fu costruita per contrastare le frequenti invasioni. Importantissime sono le monumentali cave di blocchi e di rocchi di colonna di età greca (VI-III secolo a.C.) sulla Punta Cannone e nell'area del porto. Da esse sono stati presumibilmente estratti i rocchi delle colonne del Tempio di Hera Lacinia, posto sul promontorio di Capo Colonna.
Lungo la costa sorge la "Torre Vecchia", una torre cilindrica, con massiccia cordonatura a conci lapidei, eretta nel sec. XVI a guardia della costa contro le incursioni barbariche. La torre era custodita da un caporale e da un milite, che avevano il compito di vigilare giorno e notte e segnalare la presenza di navi sospette con particolari segnali: fumo durante il giorno e falò la notte. L'accesso all'interno della torre avveniva mediante un rustico ponte levatoio in legno.
Il Santuario della Madonna Greca, in località Capo Rizzuto, è dedicato alla Protettrice di Isola di Capo Rizzuto. Semplice e maestoso, è di nuova costruzione: la posa della prima pietra è datata infatti 1991. La superficie del Santuario è di circa 800 m2 più altri 200 m2 di balconate.
Sul promontorio di Capo Piccolo, compreso tra Capo Rizzuto e Le Castella, nel 1977 l'archeologo Domenico Marino ha scoperto, e successivamente scavato, un insediamento del Bronzo antico 2 e del Bronzo medio 1-2 che ha restituito alcuni frammenti di ceramica minoico-micenea, tra i più antichi rinvenuti nella penisola italiana, testimonianza certa di contatti tra i popoli indigeni enotrio-japigi e il mondo minoico-miceneo. I reperti sono esposti e conservati nel Museo archeologico nazionale di Crotone.

## Società

### Evoluzione demografica
Abitanti censiti

### Etnie e minoranze straniere
Al 31 dicembre 2023 i residenti stranieri erano 2011, pari al 12,78% dei residenti.

## Economia
Risorsa naturale: Superficie del Territorio comunale di km² 125,27 equivalenti a oltre 12 500 ha per la stragrande parte coltivabile.

### Turismo
Musei
Museo Civico Demologico dell'Economia del Lavoro e della Storia Sociale

#### Risorse naturali
Oltre 37 km di costa con diverse calette, intervallate da scogliere e spiagge di sabbia finissima che con colori che vanno dal giallo oro al rosso per le incantevoli spiagge di Le Cannella. Castello Aragonese di Le Castella, Porticciuolo Turistico.
Molto attiva in ambito turistico, sono presenti diverse infrastrutture alberghiere. Inoltre, è possibile fare escursioni nell'Area naturale marina protetta Capo Rizzuto.

### Prodotti tipici
I prodotti tipici di questa città sono i formaggi, i frigulimiti (impasto ottenuto dagli scarti del maiale e aromatizzato alla salvia) e la gnelatina (gelatina di maiale), oltre a sazizzu (salsiccia), supprissata (soppressata), nduja (prodotto solamente calabrese).

## Infrastrutture e trasporti
La città è attraversata dalla Strada statale 106 Jonica e dalla Ferrovia Jonica.

## Amministrazione

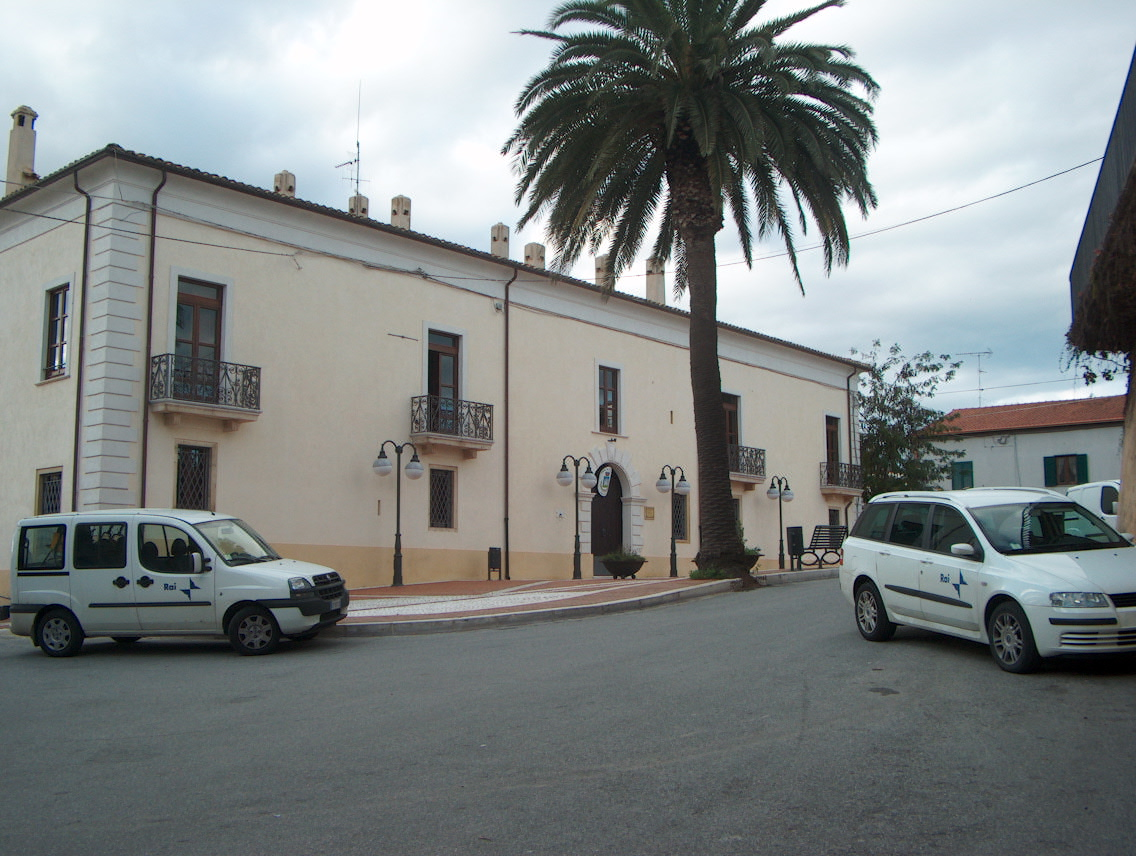
Palazzo Barracco, sede della Giunta comunale di Isola di Capo Rizzuto.

Il gonfalone comunale

Il 9 maggio 2003 il consiglio comunale di Isola di Capo Rizzuto, guidato dal sindaco Damiano Milone è stato sciolto per infiltrazioni mafiose con decreto del presidente della Repubblica (d.lgs. 267/2000 art.143); il comune viene nuovamente sciolto per infiltrazioni mafiose il 24 novembre 2017 con Gianluca Bruno sindaco. Il 10 novembre 2019, dopo il ballottaggio, Maria Grazia Vittimberga, con una lista civica di centrosinistra, sostenuta da "Isola in Rete" e "Liberi di Ricominciare" viene eletta sindaco ed è attualmente in carica.

### Cronotassi dei sindaci
| Sindaci eletti direttamente dai cittadini (dal 1993)       | Sindaci eletti direttamente dai cittadini (dal 1993) | Sindaci eletti direttamente dai cittadini (dal 1993) | Sindaci eletti direttamente dai cittadini (dal 1993) | Sindaci eletti direttamente dai cittadini (dal 1993) | Sindaci eletti direttamente dai cittadini (dal 1993) | Sindaci eletti direttamente dai cittadini (dal 1993) | Sindaci eletti direttamente dai cittadini (dal 1993) |
| Nominativo                                                 | Lista                                                | Lista                                                | Coalizione                                           | Coalizione                                           | Mandato                                              | Mandato                                              | Elezione                                             |
| Nominativo                                                 | Lista                                                | Lista                                                | Coalizione                                           | Coalizione                                           | Inizio                                               | Fine                                                 | Elezione                                             |
| ---------------------------------------------------------- | ---------------------------------------------------- | ---------------------------------------------------- | ---------------------------------------------------- | ---------------------------------------------------- | ---------------------------------------------------- | ---------------------------------------------------- | ---------------------------------------------------- |
| Damiano Milone                                             |                                                      | Partito Democratico della Sinistra                   |                                                      | L'Ulivo                                              | 10 giugno 1996                                       | 16 aprile 2000                                       | Elezione 1996                                        |
| Damiano Milone                                             |                                                      | Democratici di Sinistra                              |                                                      | L'Ulivo                                              | 17 aprile 2000                                       | 9 maggio 2003                                        | Elezione 2000                                        |
| Antonio Ruggiero, Salvatore Gullì, Maria Carolina Ippolito | Commissione straordinaria                            | Commissione straordinaria                            | Commissione straordinaria                            | Commissione straordinaria                            | 10 maggio 2003                                       | 28 maggio 2006                                       | -                                                    |
| Luigi Rocca                                                |                                                      | Socialisti Democratici Italiani                      |                                                      | L'Unione                                             | 29 maggio 2006                                       | 26 marzo 2007                                        | Elezione 2006                                        |
| Giustino Di Santo                                          | Commissario prefettizio                              | Commissario prefettizio                              | Commissario prefettizio                              | Commissario prefettizio                              | 27 marzo 2007                                        | 13 aprile 2008                                       | -                                                    |
| Carolina Girasole                                          |                                                      | Partito Democratico                                  |                                                      | PD                                                   | 14 aprile 2008                                       | 26 maggio 2013                                       | Elezione 2008                                        |
| Gianluca Bruno                                             |                                                      | Il Popolo della Libertà                              |                                                      | PdL-UdC-L. civiche                                   | 27 maggio 2013                                       | 23 novembre 2017                                     | Elezione 2013                                        |
| Domenico Mannino, Antonella Rotolo, Stefano Tenuta         | Commissione straordinaria                            | Commissione straordinaria                            | Commissione straordinaria                            | Commissione straordinaria                            | 24 novembre 2017                                     | 25 novembre 2019                                     | -                                                    |
| Maria Grazia Vittimberga                                   |                                                      | Indipendente                                         |                                                      | L. civiche di centro-sinistra                        | 25 novembre 2019                                     | 25 giugno 2025                                       | Elezione 2019                                        |
| Maria Grazia Vittimberga                                   |                                                      | Indipendente                                         | L. civiche di centro-sinistra                        | 25 giugno 2025                                       | in carica                                            | Elezione 2025                                        |                                                      |

### Gemellaggi
- Brescello, dal 2008
- Belcastro, dal 2009
- Matera, dal 2017

## Sport

### Calcio
La principale squadra è l'F.C. Isola Capo Rizzuto fondata nel 1966 (ora nota come G.S.D. Isola Capo Rizzuto 1966), che è stata promossa in Serie D il 23 aprile 2017 vincendo il campionato di Eccellenza Calabrese, insieme alla Supercoppa Calabria.  Un solo anno in Serie D con il ritorno immediato nel campionato di Eccellenza, dove milita ancora oggi: promossa per la prima volta nel massimo campionato nella stagione 2008/09 sotto la guida del mister Francesco Lomonaco, da allora non è mai stata retrocessa al campionato inferiore.  La matricola sportiva 23560 è la seconda più longeva del calcio calabrese ad ogni livello, dietro solo al Brancaleone che può vantare di essere la squadra più antica della regione. C'è anche un libro che racconta i primi 50 anni di storia della società pubblicato nel 2017 e scritto da Antonio Franco e Raffaele Muraca. 
Esiste anche un'altra realtà calcistica che è Le Castella Calcio, società presente nell'omonima frazione, che ha nel suo statuto due differenti squadre, una iscritta al campionato di Seconda Categoria e l'altra al campionato regionale Amatori. Presenti anche diverse scuole calcio, tra cui le più importanti sono Academy Isola e Juventus Club. Tra i calciatori più rappresentativi del territorio ci sono sicuramente Domenico Mungo e Carmine Leone (non più in attività), entrambi con una lunga carriera tra i professionisti.

### Altri sport
Non solo calcio ma tanti altri sport esaltano gli atleti del territorio, dalla Pesca in Apnea praticata dall'associazione Isola Ambiente Apnea, fino alla pesca con canna della Uccialì Fishing Team. Poi Judo sotto la guida della campionessa del mondo Teresa Loprete, ma anche bodybuilding dove primeggia a livello internazionale Antonio Macrillò. Poi ancora Danza con due scuole presenti e molti attive, Tennis con l'associazione Isola Tennis Club.